# Horník (Antonín Ivanský)
Horník, nazývaný také Mladý horník nebo Mladý havíř, je exteriérová pískovcová skulptura umístěná na ulici Skautská v Ostravě-Porubě.

## Historie a popis díla
Dílo v duchu socialistického realismu vytvořil v roce 1952 český sochař Antonín Ivanský (1910–2000). Solitérní socha je vytvořena otesáním z hořického pískovce a představuje oblečeného horníka (nebo mladého horníka) v kontrapostu a v nadživotní velikosti. Horník drží v pravé ruce montérkovou blůzu a v levé ruce hornický kahan přehozený přes rameno. Na současné místo byla socha umístěna v roce 1960. Dílo bylo, společně s porubskými skulpturami Ivanského (Vinobraní a Úroda), původně určeno na výzdobu fasády hotelu Imperial v Moravské Ostravě. 

## Další informace
Skulptura je celoročně volně přístupná.

## Galerie

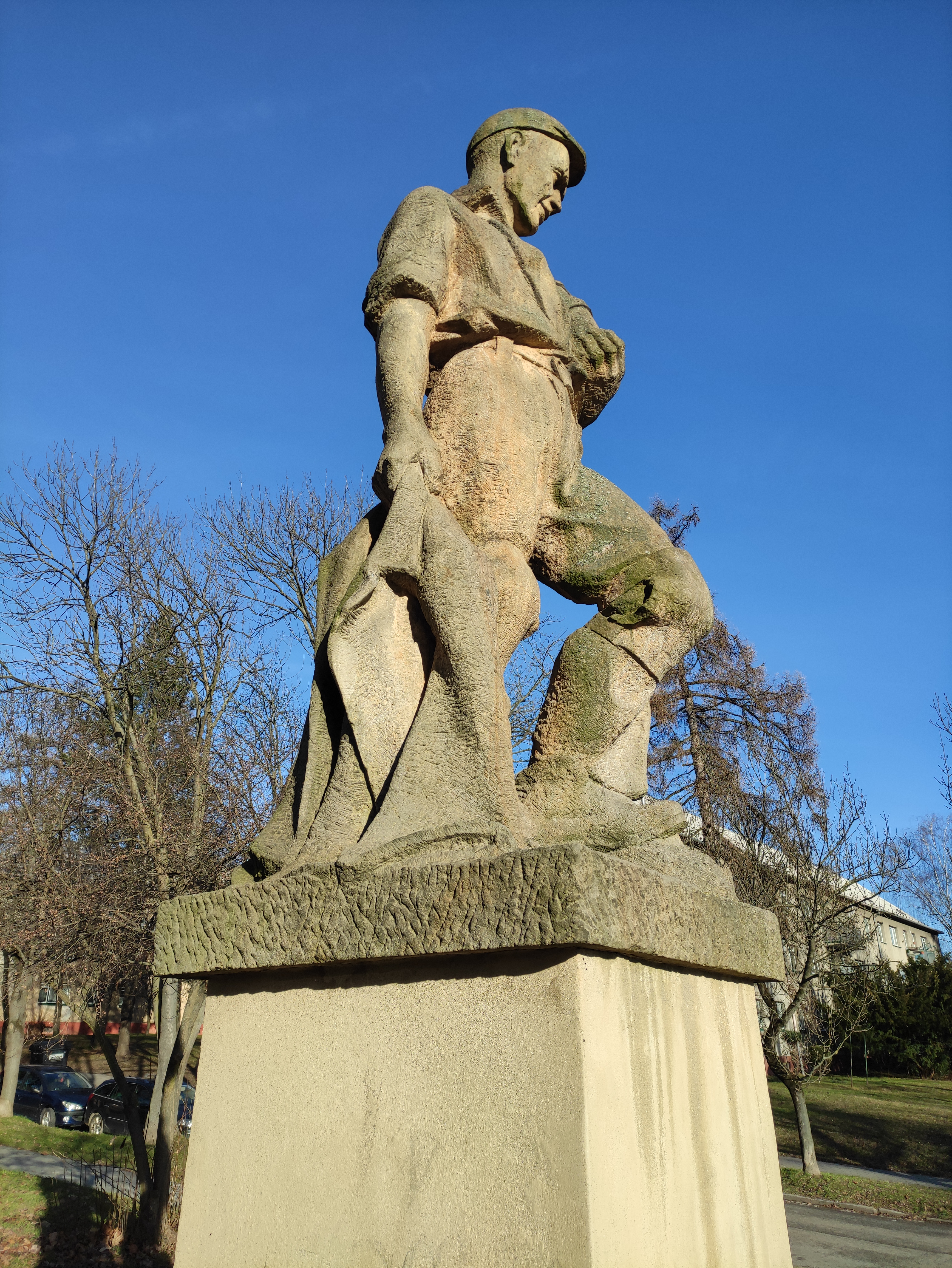
Šikmý pohled zespodu na dílo